# نوردازپام
نوردازپام(به انگلیسی: Nordazepam) (INN؛ با نام‌های تجاریNordaz ,Stilny ,Madar , Vegesan و Calmday به بازار عرضه می‌شود؛ همچنین به عنوان نوردیازپام، دسوکسی‌دموکسپام و دسمتیل‌دیازپام نیز شناخته می‌شود) مشتقی از ۴٬۱-بنزودیازپین است. مانند سایر مشتقات بنزودیازپین، دارای خواص یادزدودگی، ضد تشنج، ضد اضطراب، شل کننده عضلات و آرام بخشی است. با این حال، این ماده در درجه اول در درمان اختلالات اضطرابی استفاده می‌شود. این ماده یک متابولیت فعال از دیازپام، کلردیازپوکساید، کلرازپات، پرازپام ، پینازپام و مدازپام است.

## عوارض جانبی
عوارض جانبی شایع نوردازپام شامل خواب آلودگی است که بیشتر در بیماران مسن و یا افرادی که رژیم‌های مصرفی با دوز بالا دارند بیشتر دیده می‌شود. هیپوتونی، که بسیار کمتر شایع است، نیز در افرادی که درمان با دوزهای بالا و یا سن زیاد دارند دیده می‌شود.